# St. Joseph (Trinidad y Tobago)
St. Joseph es una localidad de Trinidad y Tobago, que forma parte de la región de Tunapuna-Piarco.

## Historia
Fundada como San José de Oruña el 15 de mayo de 1592 por Domingo de Vera Ibargoyen, quien seguía órdenes del vasco Antonio de Berrío, en una tierra dada por Goangoanare, un jefe arahuaco. Vera construyó allí la plaza del pueblo, la Casa Real, el Cabildo, una iglesia y una prisión.
Incendiada en 1595 por Walter Raleigh, San José fue reconstruida en 1597 por Fernando, hijo de Antonio de Berrio. En 1649 San José fue atacada por holandeses. En 1757, San José de Oruña, alrededor de siete millas tierra adentro, había caído en el abandono, y el gobernador Pedro de la Moneda trasladó su sede a Puerto España, que se convirtió así en la capital de facto de Trinidad. En 1797 el gobernador José María Chacón y Sánchez de Soto se refugió en San José cuando Trinidad fue invadida por la flota inglesa de Ralph Abercromby. Derrotado Chacón firmó allí la capitulación de la provincia.
En 1837 San José fue escenario de un motín de los miembros de la Third West India Regiment, quienes eran guiados por un esclavo llamado Daaga. La rebelión fue rápidamente reprimida. 
San José fue el primer sitio de Trinidad en tener una línea de ferrocarril operativa. En la actualidad, San José es un lugar que todavía conserva casas de la época colonial. Un punto de referencia de San José es la iglesia católica construida en 1815 sobre el sitio de la primera iglesia erigida por Domingo de Vera. San José es sede de varios colegios como St. Joseph's Government Primary School, St Joseph's Girls' R.C., St. Joseph's Boys' R.C., St. Joseph's College y St. Joseph's Convent.

## Geografía
La localidad abarca parte de la isla Trinidad y limita al norte con La Baja, al sur con Curepe, al este con La Mango Village y Curepe y al oeste con Mount d'Or (localidad perteneciente a la región de San Juan-Laventille) y Champ Fleurs.

## Demografía
Datos demográficos de la localidad de St. Joseph:
| Gráfica de evolución demográfica de St. Joseph entre 2000 y 2011 |
|                                                                  |